# Batoca
Batoca ist eine Weißweinsorte. Sie ist eine autochthone Sorte in Portugal. Dort ist sie in den Anbaugebieten des Rios do Minho und Vinho Verde empfohlen. Zugelassen ist sie darüber hinaus in der Region Trás-os-Montes.
Die spätreifende und wuchsstarke Sorte ergibt Weine von mäßiger Qualität und einem neutralen Aroma. Sie ist ertragsschwach und bedingt durch ihre Anfälligkeit gegen diverse Pilzkrankheiten ist ihr Ertrag zudem noch stark schwankend. Ihre Weißweine werden nur in Verschnitten mit anderen Sorten eingesetzt.
Siehe auch den Artikel Weinbau in Portugal sowie die Liste von Rebsorten.

## Ampelographische Sortenmerkmale
In der Ampelographie wird der Habitus folgendermaßen beschrieben:
- Die Triebspitze ist offen. Sie ist weißwollig behaart und leicht rötlich gefärbt. Die Jungblätter sind leicht wollig behaart und bronzefarben gefleckt (Anthocyanflecken).
- Die großen, hellgrünen Blätter sind fünflappig und mitteltief gebuchtet (siehe auch den Artikel Blattform). Die Stielbucht ist V-förmig offen. Das Blatt ist stumpf gezahnt. Die Zähne sind im Vergleich der Rebsorten klein.
- Die Traube ist groß und dichtbeerig. Die leicht ovalen Beeren sind groß und von grünlicher bis goldgelblicher Farbe.

Die wuchskräftige Batoca reift ca. 30 Tage nach dem Gutedel und gehört damit zu den Rebsorten der mittleren dritten Reifungsperiode (siehe das Kapitel im Artikel Rebsorte), die spät reifen.
Batoca ist eine Varietät der Edlen Weinrebe (Vitis vinifera). Sie besitzt zwittrige Blüten und ist somit selbstfruchtend. Beim Weinbau wird der ökonomische Nachteil vermieden, keinen Ertrag liefernde, männliche Pflanzen anbauen zu müssen.

## Synonyme
Batoca ist auch unter den Namen Alvadurão Portalegre, Alvaraca, Alvaraça, Alvaraça Branco, Alvaroco, Alvaroça, Alvaroco, Asal Espanhol, Batoco, Carvalhal, Espadeiro Branco, Sa Douro und Sedouro bekannt.